# Юз, Джон
Джон Джеймс Юз, Иван Яковлевич Юзов (современная транскрипция — Хьюз, англ. John James Hughes /dʒɒn ˈdʒeɪmz hjuːz/; 1814, Мертир-Тидвил, Уэльс, Великобритания — 17 июня 1889, Санкт-Петербург, Российская империя) — британский промышленник, учредитель «Новороссийского общества каменноугольного, железного, стального и рельсового производств», основатель Юзовки.

## Биография
Родился в 1814 году в семье инженера, стоящего во главе одного из металлургических заводов города Мертир-Тидвила. В юношеские годы работал помощником горнового под началом отца.
В 1842 году приобрёл судостроительную верфь. 
В 1850 году приобрёл литейный завод в Ньюпорте. К этому времени относится устройство им первой в Англии подъемной машины прямого действия. 
В конце 1850-х годов поступил в качестве инженера на Миллвольский железопрокатный завод в Великобритании, а в 1860 году стал его директором. 
Одним из его достижений того времени было создание лафета для тяжёлых пушек, который он спроектировал в 1864 году. Этот механизм привлек внимание многих европейских стран, откуда посыпались заказы. Также Юз разработал и запатентовал технологию производства брони для обшивки судов и фортовых укреплений.
Правительство Российской империи решило укрепить бронёй форт «Константин» в Кронштадте, и по этому поводу вошло в переговоры с английским заводом Миллволя. Во время этих переговоров Юз близко сошёлся с генералом Э. И. Тотлебеном и полковником О. Б. Герном. Последний предложил ему принять на себя исполнение договора, заключенного в 1868 году с князем С. В. Кочубеем, по которому тот взялся построить на юге России завод для выделки железных рельсов. 
В 1869 году Джон Юз купил у князя Кочубея землю в Екатеринославской губернии, на берегу реки Кальмиус, где начал строительство Юзовского металлургического завода с рабочим посёлком вблизи Александровки. Для накопления капитала основывает «Новороссийское общество каменноугольного, железного, стального и рельсового производств» на месте залегания курных углей.
Летом 1870 года, в возрасте 55 лет, Джон Юз приплыл в Российскую империю на восьми кораблях, не только со всем оборудованием, необходимым для создания металлургического завода, но и с большим количеством квалифицированной рабочей силы: группа из примерно сотни рабочих-металлургов и горняков, в основном из Южного Уэльса.
Фабрика Юза дала название близлежащему посёлку Юзовка. Юз построил больницу, школы, бани, чайные, пожарную часть и англиканскую церковь, посвящённую святым покровителям Георгию и Давиду. 
В 1872 году фабрика Юза начала выплавлять первый чугун по полному металлургическому циклу. Впервые в Российской империи запускается 8 коксовых печей, осваивается горячее дутьё. Основанный Юзом комбинат становится одним из важнейших индустриальных центров Российской империи, позже СССР, а с 1991 года и Украины.
В 1879 году Юзовский завод принялся за выделку из местных материалов стальных рельсов, которые не только не уступали, но даже превосходили своим качеством рельсы английских заводов. 
Умер 17 июня 1889 года в гостинице «Англетер» в Санкт-Петербурге. Похоронен на кладбище Западный Норвуд в Лондоне.

## Семья
Жена — Элизабет Льюис  Юз (?—1880)
- Дочь — Сара Анна Лемон (Юз) (1846—1929) — умерла в 1929 году в Лондоне.
- Дочь — Маргарет Юз — умерла молодой в Юзовке. В 1948 году её могила была вскрыта и разграблена.
- Сын — Джон Джеймс Юз младший (1848—1917) — после смерти отца в 1889 году стал главой семейства Юзов. Умер в 1917 году.
- Сын — Артур Юз (1852—1917) — был женат на Огасте Джеймс, в браке с которой были родилось четыре дочери. Умер в 1917 году.
- Сын — Айвер Эдвард Юз (1855—1917) — умер в 1917 году в Лондоне.
- Сын — Альберт Эвеллин Юз (1857—1907) — был женат на Энни Гвен Джонс. Умер 20 января 1907 года в Лондоне.
  - Внучка — Кира Альбертовна Блэквуд (Юз) (1894—1937) — в 1913 году вышла замуж за Сергея Бурсака, а 28 апреля 1920 года за англичанина Амбемарлема Блэквуда. От обоих браков у неё имелись дети. Умерла 16 января 1937 году в Лондоне. 
    - Правнук — Владимир Сергеевич Бурсак (1914—2000) — умер в 2000 году в Ницце (Франция).
    - Правнучка — Наталья Сергеевна Бурсак
    - Правнучка — Кира-Генриэтта Блэквуд (1921—?)
      - Праправнук — Самуэль-Джуниор Маршалл (1948—?)
      - Праправнук — Джеймс-Пауль Робертсон (1952—?)
- Сын — Дэвид Юз
- Сын — Овен Тюдор Юз
- Сын — Иван Юз (1870—1910) — внебрачный сын. У него было девять детей. Умер в 1910 году.

- Фотографии
- Элизабет Льюис
- Джон Джеймс Юз младший (сидит) и Айвер Эдвард Юз
- Артур Юз с женой и дочерьми

## Память
- В 2001 году в Донецке установили памятник Джону Юзу. Скульптор — А. М. Скорых.
- В 2010 году Общество терриконоведов присвоило имя Джона Юза одному из терриконов Донецка[12].